# Waze
Waze — безплатний соціальний навігаційний застосунок для мобільних пристроїв, що дає змогу відстежувати ситуацію на дорогах у режимі реального часу, прокладати оптимальні маршрути, дізнаватися про розташування радарів швидкості, камер фіксації проїзду на червоне світло, отримувати інформацію та попереджувати інших користувачів про зміну дорожніх умов, перешкоди, поліцію, спілкуватися з іншими користувачами на карті. Карти у Waze створюються самими користувачами (спільнотою редакторів-волонтерів).
У червні 2013 року Google купила Waze за 1,1 млрд доларів. Програма доступна для таких мобільних платформ: iOS, Android.

## Waze Ltd
Компанія була створена в Ізраїлі у 2008 році Урі Левіним (Uri Levine), інженером-програмістом Ехудом Шабтаем (Ehud Shabtai) і Аміром Шейнаром (Shinar). Початкова назва компанії — Linqmap.
На грудень 2011 року в ній працювало 80 осіб, з них 70 в Раанані (Ізраїль) і 10 — у Пало-Альто (Каліфорнія).

## Основні функції застосунку
Застосунок весь час поповнюється корисним функціоналом, що дає змогу водіям краще орієнтуватися на дорозі.  
| Найменування функції   | Коротке пояснення | Корисність |
| ---------------------- | --- | --- |
| Звіт про затор         | Якщо ви потрапили у затор, застосунок самостійно запропонує вам показати його для інших користувачів, які можуть рухатися цією самою дорогою. Якщо цього не відбулося автоматично, вказати доведеться через меню звітів (оранжева кнопка в правому нижньому кутку дисплею). Є можливість вказати силу затору та короткий коментар до події. | Інші водії, що користуються застосунком, знатимуть про затор на ділянці дороги. Алгоритм побудови маршрутів Waze перенаправить користувачів в обхід затору. Якщо об'їзд буде не можливим, застосунок сповістить про затримки на маршруті. |
| Звіт про аварію        | Цього неможливо уникнути. ДТП на дорозі трапляються. Для збільшеної пильності інших водіїв слід позначити цю дорожню подію. | Зазвичай ДТП ускладнює дорожній рух. Водіям слід врахувати цей маркер як потенційну небезпеку та прийняти відповідні заходи. |
| Звіт про перекриття    | Сегмент дороги у застосунку можна перекривати у випадку, якщо дорога на деякий час є не транзитною. | Уникнення затримок на маршруті пов'язаних із перекриттям дороги. Застосунок за навігації автоматично прокладе маршрут попри перекриття вулиці чи дороги місцевості.                                                                       |
| Звіт про погодні умови | Інколи погодні умови стають перешкодою для безпечної їзди. Відмітка дозволяє вибрати кілька типів ускладнених погодних умов. | |

### Здобутки для України
- У лютому 2018 року спільнотою редакторів Waze [Архівовано 4 травня 2019 у Wayback Machine.] карт України було організовано рейд на території Волинської області. У результаті рейду було додано дороги між 1059 населеними пунктами. Рейд тривав з 18.02.2018 по 23.09.2018 року.
- В 2019 році, так само, в лютому було почато рейд по Одеській області. станом на 7 травня 2019 року додано дороги між 582 населеними пунктами.

## Спільнота редакторів карт України.
До редакторів карт може долучитися будь-хто, хто їздить разом із Waze. При цьому від користувача не вимагається знань мови програмування.  
Новачку-редактору доведеться лише прочитати та ознайомитися з правилами редагування для України, що описані в так званому «Робочому зошиті» чи Вейзопедії
Редактори спілкуються у застосунку Discord. Застосунок дає змогу спілкуватися та координувати дії редакторів, наділяти їх відповідними ролями згідно виконуваної роботи в редакторі карт, їхнього рівня, статусу.   
Станом на 1 травня 2019 р. налічується 435 учасників спільноти.   
Для організації роботи використовується сервіс-органайзер Trello.  
Українською спільнотою був створений Telegram-бот, який може відповісти користувачам додатку на усі питання та допомогти приєднатись до груп місцевих співтовариств t.me/waze_ua_helper_bot
Також існує сайт українського співтовариства Waze https://waze.com.ua